# KOATUU
KOATUU (in ucraino КОАТУУ, Класифікатор об'єктів адміністративно-територіального устрою України, traslitterato Klasyfikator ob'yektiv administratyvno-terytorial'noho ustroyu Ukrayiny, letteralmente "Classificatore di oggetti dell'organizzazione amministrativo-territoriale dell'Ucraina") è un sistema di classificazione delle entità territoriali in Ucraina.

## Struttura
Il codice è formato da dieci numeri secondo la struttura sotto indicata:
- xx00000000 : determinano l'oblast', o alcuni casi particolari come la Crimea e le città di Kiev e Sebastopoli.
- 00xxx00000 : città dipendenti dall'oblast', suddivisioni della Crimea, rajon e distretti nelle sopraindicate città a statuto speciale.
- 00000xxx00 : città dipendenti dal rajon, insediamenti urbani
- 00000000xx : villaggi